# Термінал ЗПГ Картахена (Колумбія)
Термінал ЗПГ Картахена (Колумбія) – інфраструктурний комплекс для прийому зрідженого природного газу (ЗПГ) у Колумбії.
У 20 столітті уздовж карибського узбережжя Колумбії виникла мережа газопроводів, що транспортувала продукцію місцевих родовищ. Втім, у 2010-х на тлі вичерпання запасів виникла проблема покриття дефіциту, одним зі шляхів якої стала ідея імпорту ЗПГ. Першим (та станом на початок 2020-х єдиним реалізованим) проектом такого типу став термінал поблизу Картахени. При цьому прийняли рішення на користь плавучого регазифікаційного терміналу, який потребує менше капітальних інвестицій та часу на створення.
В листопаді 2016-го до Картахени прибула плавуча установка зі зберігання та регазифікації Höegh Grace, законтрактована на 20 років у норвезької компанії Höegh. За два тижні вона прийняла перший вантаж, доправлений ЗПГ-танкером British Innovator.
Для швартування установки в межах проекту спорудили причал Т-образної форми довжиною 700 метрів.
Пропускна здатність картахенського терміналу визначена на рівні 3,8 млн тон ЗПГ на рік, при цьому в 2021 році оголосили про плани збільшити цей показник на 20%.
Регазифікована продукція подається до газотранспортної мережі через трубопровід-перемичку довжиною 9,2 км. На першому етапі роботи терміналу основним споживачем повинні бути три розташовані в районі Картахени електростанції – ТЕС Termobarranquilla, ТЕС Termocandelaria та ТЕС Termo Flores.
Проект реалізували через компанію Sociedad Portuaria El Cayao S.A. E.S.P. (SPEC), 51% у якій володіє колумбійська Promigas (займається транспортуванням газу та виробництвом електроенергії). Ще 49% участі після кількох переходів між інвестиційними фондами у 2019 році придбала нідерландська Royal Vopak.
Наприкінці 2010-х оголосили про плани використати термінал для надання додаткових послуг, як то охолодження резервуарів ЗПГ-танкерів (операція, що необхідна для прийому вантажу після спорудження чи ремонту) та перевалка малих партій ЗПГ для розповсюдження у регіоні.